# Prophalangopsis obscura
Prophalangopsis obscura is een rechtvleugelig insect uit de familie Prophalangopsidae. De wetenschappelijke naam van deze soort is voor het eerst geldig gepubliceerd in 1869 door Walker.